# Рославский-Петровский, Александр Петрович
Алекса́ндр Петро́вич Рославский-Петровский (1816—1871/1872) — российский статистик, историк, ординарный профессор, декан историко-филологического факультета и ректор Императорского Харьковского университета.

## Биография
Родился в селе Слабине, близ Чернигова, 9 (21) апреля 1816 года. Рано лишившись отца, он своим воспитанием обязан заботам матери, которая жертвовала последними средствами своего небольшого состояния, чтобы дать своему единственному сыну образование. Под её наблюдением с Александром занимался один из студентов Черниговской семинарии. С 1825 года Рославский стал учиться в Чернигове, — сначала у преподавателя гимназии Негаченка, а потом у профессора духовной семинарии Осипа Яковлевича Семчевского, под руководством которого Рославский начал изучать произведения лучших русских писателей, и постепенно в нём развилась любовь к чтению. Самчевский, кроме того, задавал Рославскому темы для сочинений и старался выработать у него хороший слог. Домашнее образование было столь успешным, что, отвезенный в 1828 году матерью в Нежин, для поступления в Гимназию высших наук князя Безбородко, он был принят прямо в ІV класс, а по языкам — в 3-е отделение, где вместе с ним находились ученики гораздо старше его по возрасту и высших классов (в их числе Евгений Гребёнка).
Своими познаниями в латинском языке Рославский вскоре обратил на себя внимание профессора С. М. Андрущенко, назначившего Рославского авдитором (проверяющим) авдиторов всего отделения. В то время в Нежинской гимназии веял литературный дух: воспитанники высших классов составляли кружки, где с жадностью читалось и подвергалось обсуждению все, что выходило замечательного в стихах и прозе. Рославский, мечтавший ещё в детстве о славе писателя, также принялся писать. Отчасти по собственному уважению к Державину и Крылову, отчасти по совету профессора русской словесности Парфения Ивановича Никольского, Рославский занялся преимущественно сочинением од и басен. Однако к моменту выпуска из Нежинской гимназии он уже совсем не писал стихов.
В 1832 году Гимназия высших наук была переименована в Лицей и подверглась преобразованию, придавшему этому заведению специальный характер, между тем, как прежде там господствовало энциклопедическое образование. В 1833 году Рославский был выпущен из лицея действительным студентом и в 1834 году поступил в Харьковский университет на филологический факультет, где занимался классической филологией у И. Я. Кронеберга. В 1837 году, после окончания курса со степенью кандидата, по ходатайству декана декана факультета, профессора русской истории П. П. Артемовского-Гулака Рославский получил от университетского начальства приглашение занять место преподавателя в университете. Сдав экзамен на степень магистра исторических наук в июле 1839 года, Рославский был назначен адъюнктом в 1-е отделение (историко-филологическое) философского факультета для преподавания статистики; его лекции обратили на себя внимание: ни раньше, ни после него этот предмет не стоял на такой высоте. Сверх теории науки и общей сравнительной статистики европейских государств Рославский излагал своим слушателям специальные курсы статистики России, Франции и Англии с целью представить им образцы статистических монографий. В 1841 году, по представлению попечителя Харьковского учебного округа графа Ю. А. Головкина, преподавание статистики в Харьковском университете было отделено от кафедры политической экономии, и Рославский был назначен исправляющим должность экстраординарного профессора статистики.
В 1844 году Рославский получил поручение руководить практическими занятиями студентов Педагогического института при университете — по истории и её вспомогательным наукам. Эту обязанность он исполнял до открытия в 1852 году в Харьковском университете кафедры педагогики. В 1845 году Рославский, вследствие избрания и ходатайства Совета, перешёл на кафедру всеобщей истории, остававшуюся свободной в университете после смерти ординарного профессора M. М. Лунина. В том же году Рославский получил учёную степень доктора исторических наук, политической экономии и статистики.
В феврале 1846 года Императорское географическое общество избрало его в свои члены-сотрудники и в том же году Рославский был утверждён экстраординарным профессором, а спустя шесть месяцев — ординарным по занимаемой им кафедре. Несмотря на то, что главным предметом преподавания Рославского была всеобщая история, он продолжал преподавание статистики, которое в 1850 году, согласно программе, предписанной Министерством народного просвещения, ограничивалось общими предварительными понятиями о науке, изложением экономической статистики России.
В течение второго семестра 1849/50 академического года Рославский читал политическую экономию. По всеобщей истории Рославский издал много сочинений. Однако, как лектор, Рославский не только не пользовался популярностью, но был даже не любим за педантизм и манеру преподавания. Неприятно на слушателей действовало то, что Рославский читал свои лекции слово в слово, не позволяя себе ничего изменять. Всё прочитанное на одной лекции, Рославский имел обыкновение повторять в начале следующей лекции, но с такой быстротой, что попавшему в аудиторию в первый раз нельзя было ничего понять. Рославский, имея в виду, что всеобщая история обладает весьма богатой литературой, которой посвящали свою деятельность многие из лучших умов, не считал нужным предлагать своим слушателям собственные исследования и вырабатывать новые взгляды. Он постоянно заботился лишь о том, чтобы передать им в строго систематической форме, избегая многословия, результаты, добытые другими и получившие уже признание в науке. Он также обращал внимание на полноту содержания излагаемого предмета, для чего посвящал значительную часть своих лекций внутренней истории, изучению духовной жизни народов и тому, как она отразилась на их религии, государственном устройстве, в науке и искусстве, в промышленной и частной жизни.
Кроме обязанностей по преподаванию, Рославский исполнял разные учебно-административные должности и поручения. Так, он состоял: секретарем (более 14 лет) и членом (9 лет) Комитета для испытания лиц, ищущих звания домашних учителей и учительниц; секретарём факультета (в 1842/43 г.); цензором неофициальной части «Харьковских губернских ведомостей» (1851/52 г.) и, по назначению Совета, принимал участие в приёмных студенческих испытаниях (10 раз в качестве экзаменатора и один раз в качестве председателя 2-го Комитета). В 1842 году на Рославского было возложено составление отчёта о состоянии Харьковского университета для произнесения на торжественном акте, и за отличное исполнение этого поручения ему была изъявлена письменная благодарность от Совета. В 1851 году, по желанию управлявшего Харьковским учебным округом генерал-адъютанта С. А. Кокошкина, Рославский составил краткую историческую записку об университете для великих князей Николая и Михаила Николаевичей.
В 1854 году, по поводу проекта, представленного правительству частной компанией, об устройстве железной дороги между Харьковом и Феодосией, Рославский занимался собиранием статистических данных для определения пользы от этого проекта. В том же году Рославский составил записку для устранения сомнений, возбужденных насчёт пользы устройства означенной дороги. По случаю празднования пятидесятилетия существования Харьковского университета Рославский читал написанный им краткий исторический очерк. С 1853 года Рославский, вследствие избрания товарищей-профессоров, утверждённого Министерством народного просвещения, был назначен деканом историко-филологического факультета, а с 1859 по 1862 год состоял ректором Харьковского университета.
С 06.01.1859 — действительный статский советник. Был награждён орденами Св. Анны 2-й ст. с императорской короной (1856) и Св. Владимира 3-й ст. (1867).
Умер в Харькове 25 декабря 1871 (6 января 1872) года. В № 5 «Харьковских губернских ведомостей» за 1872 год Н. Лавровским был напечатан некролог.

## Труды
Из крупных его трудов были изданы следующие:
- «Сравнительная статистика пяти первоклассных держав Европы»;
- «Конспект истории древнего мира»;
- «Руководство к истории народов древнего востока»;
- «Руководство к статистике», Харьков. 1844 и 1856;
- «Австрийское посольство в Москве в 1698 г.» в «Очерках России», издаваемых Вад. В. Пассеком, 1840 г., кн. IV, стр. 67;
- «Об ученой деятельности Харьковского Университета в первое десятилетие его существования» — «Журнал Министерства народного просвещения» 1853 г., ч. LXXXVI, отд. V;
- «Очерк истории Персидских войн» — «Москвитянин» 1855 г., № 21 и 22, отд. 1-й, стр. 31 и сл.;
- «Критический обзор истории 3-х последних Римских царей» — «Журнал Министерства народного просвещения» 1856 г., ч. LXXXIX, отд. 2, стр. 299 и сл.;
- «Статистико-экономические заметки о Харьковской губ.» — «Экономический указатель». 1857 г., № 25, стр. 586;
- «О торговле на Харьковских ярмарках» — «Харьковские губернские ведомости» 1847 г.;
- «Обороты Харьковских ярмарок за пятилетие» — там же 1849 г.; «Русские университеты и университетский вопрос г-на Пирогова», Харьк. 1864 г.;
- «Несколько слов об Альфреде Великом» — «Русское Слово» 1860 г., № 7, отд. II, стр. 48—106;
- «Статистические сведения о государственных крестьянах Харьковской губернии» — «Сборник статистич. сведений о России» 1854 г., кн. II-я, стр. 85;
- «Мысли об устройстве железной дороги от Харькова к Чёрному морю», Харьков, 1852 г.;
- «Исследование о движении народонаселения в России» — «Вестн. Имп. Русского Географ. Общ.» 1853 г., кн. 3, стр. 1 сл.;
- «Москва в 1698 г.» — «Очерки России», изд. Вадимом Пассеком;
- «Очерк быта и правления Сларты», Харьк. 1838 г.; «Решение вопроса о том, в чём состоит истинное значение прагматической истории и какова должна быть её обработка», Харьк. 1839 г.;
- «Статистическое обозрение Европейского народонаселения и управления», «Маяк», 1843 г., т. II, № 22, стр. 83.